# Ејуб
Салих Најм ел Дин Ејуб (5. новембар 1205 - 22. новембар 1249) био је ајубидски владар Египта од 1240. до 1249. године.

## Биографија
Ејуб је други син и наследник султана Малик ел Камила. Након очеве смрти Ејуб преузима престо заједно са својим братом Ел Адилом. Године 1240. Ејуб баца Адила у заробљеништво и преузима власт над целокупном територијом. Потом је раскинуо мир са крсташима који је трајао још од Шестог крсташког рата. Мамелучки одред султана Ејуба под командом бившег монголског роба Ејбака тешко је поразио хришћанску армију у бици код Форбије. Потом муслимани без отпора улазе у Јерусалим.
Баш у време муслиманског освајања Јерусалима француски краљ Луј IX био је тешко болестан. Краљу је било толико лоше да је једна од његових сстара мислећи да је мртав хтела да му прекрије лице, а онда су је зауставили. Краљ је током болести изгубио моћ говора. Временом се његово стање чудесно побољшало. Сматрајући да за оздрављење треба захвалити Богу, Луј се обавезао за покретање новог крсташког рата.
Ејуба је о покретању похода обавестио пријатељ његовог оца - Фридрих II, светоримски цар. Папа Иноћентије IV, али је Ејуб одбијао све преговоре уколико њима није присуствовао немачки цар. То није било могуће јер је Фридрих већ четири пута био екскомунициран из цркве и као такав није био погодан да преговара у име хришћана.
Седми крсташки рат био је технички најмодернији крсташки поход. Крсташи су зиму провели на Кипру, а на пролеће 1249. године кренули ка Дамијети. Град су необично брзо освојили; слично као и крсташко освајање Дамијете 1218. године током Петог крсташког рата. Као и његов отац, Ејуб који је тада већ био тешко болестан, нуди крсташима Јерусалим без борбе уз услов да одустану од похода на Египат. И Луј као и папски легат Пелагије 1218. године одбија понуду јер није желео да преговара са муслиманима.
Крсташи 22. новембра покрећу поход на Мансурах. Два дана касније умире султан Ејуб. Наследио га је син Тураншах који се тада налазио у Месопотамији па је власт у Мансураху преузела Ејубова жена Шајар ал Дур.